# Pac (wrestler)
Benjamin Satterley (n. 22 august 1986) este un wrestler profesionist englez care în prezent evoluează în AEW sub numele de PAC. A făcut parte timp de șase ani din WWE, unde a luptat sub numele de Adrian Neville sau pur și simplu Neville.
Printre realizările lui în WWE, este de remarcat o centură ca, Campion NXT și două ca, Campion în Perechi de NXT, devenind primul pentru a obține toate titlurile din divizia sa și este fostul  WWE Cruiserweight Championship. A fost invins la raw de catre akira tozawa pierzand titlul dar are câștigat titlul La SummerSlam dar apoi a fost învin de Enzo Amore.